# Emil Knoevenagel

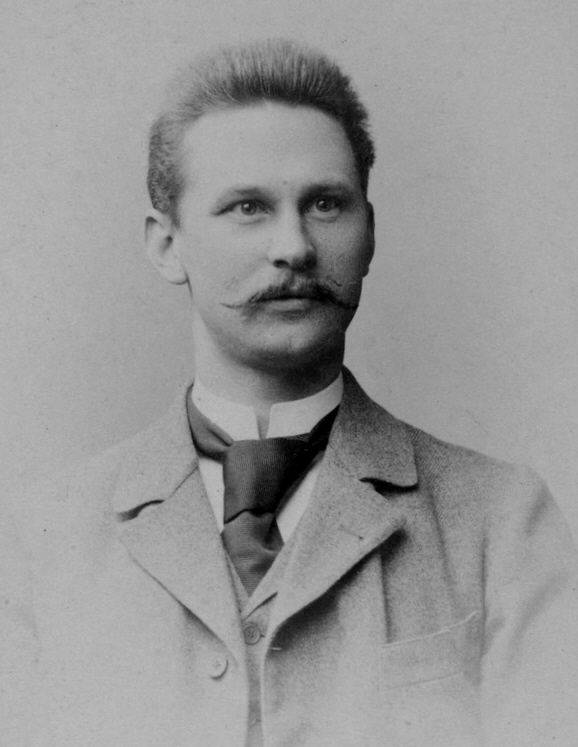
Emil Knoevenagel in Heidelberg nach seiner Habilitation

Heinrich Emil Albert Knoevenagel (* 18. Juni 1865 in Linden bei Hannover; † 11. August 1921 in Berlin) war ein deutscher Chemiker.

## Familie
Emil war Sohn des Chemikers und Stenographen Julius Knoevenagel, dem Sohn des Patrimonialrichters Theodor aus einer Ratsfamilie in Perleberg und der Friederike Jacobi, der Tochter eines Wagenfabrikanten aus Linden. Emil heiratete 1895 Elisabeth, die Tochter des Apothekers Ferdinand Wocher und der Gertrud Blankart. Aus der Ehe gingen drei Kinder hervor, Sohn Walter fiel 17-jährig als Kriegsfreiwilliger 1915 in Nordfrankreich. Auch Emil war als Stabsoffizier von 1914 bis 1918 an der Westfront.

## Leben
Nach dem Abitur am Realgymnasium in Hannover 1884 studierte Knoevenagel an der dortigen Technischen Hochschule Chemie, unter anderen bei Hermann Ost, Wilhelm Kohlrausch und Karl Kraut. Während seines Studiums wurde er Mitglied der Burschenschaft Cimbria Hannover. 1886 wechselte er an die Universität Göttingen und studierte dort insbesondere bei Victor Meyer, bei dem er 1889 mit Beiträgen zur Kenntnis der negativen Natur organischer Radikale promoviert wurde. Als dieser in Heidelberg Nachfolger von Robert Wilhelm Bunsen wurde, folgte Knoevenagel als Assistent und habilitierte sich 1892 dort mit dem Thema des „asymmetrischen Kohlenstoffes“. In der Folge wurde er Privatdozent. 1896 wurde er außerordentlicher, 1900 ordentlicher Professor der Chemie in Heidelberg.
Er beschäftigte sich unter anderem mit der Synthese von Stickstoffheterocyclen durch Kondensation von 1,5-Diketonen mit Aminen. Die Darstellung ungesättigter Carbonylverbindungen ist als Knoevenagel-Reaktion (1896) nach ihm benannt.
Er wurde auch zweimal für den Chemie-Nobelpreis nominiert.
Er starb am 11. August 1921 an einer zu spät operierten Blinddarmentzündung.

## Schriften
chronologisch
- Beiträge zur Kenntnis der negativen Natur organischer Radikale.  Druck der Dieterich’schen Universitäts-Buchdruckerei (W. Fr. Kaestner), Göttingen 1889 (Dissertation, Göttingen, Phil. Fak., vom 17. Juni 1889).
- Beiträge zur Kenntnis des asymmetrischen Kohlenstoffatoms. Verlag Schade, Heidelberg 1892 (Habilitationsschrift, Universität Heidelberg 1892).
- Thiele’s Theorie der Partialvalenzen im Lichte der Stereochemie. In: Justus Liebigs Annalen der Chemie. Bd. 311–312, Leipzig 1900, S. 241–255.
- Praktikum des anorganischen Chemikers. Einführung in die anorganische Chemie auf experimenteller Grundlage. Veit & Co.o., Leipzig 1901
  - Praktikum des anorganischen Chemikers. Einführung in die anorganische Chemie auf experimenteller Grundlage. 2., vollst. veränd. Aufl. Mitbearbeitet von Erich Ebler. Veit & Co.o., Leipzig 1909 urn:nbn:de:hbz:061:2-20510
  - Praktikum des anorganischen Chemikers. Einführung in die anorganische Chemie auf experimenteller Grundlage.3. Aufl. Mitbearbeitet von Erich Ebler. De Gruyter, Berlin, Veit & Co.o., Leipzig  1920.